# Егида (фондация)
Фондация „Егида“ в град Гоце Делчев е създадена през 1998 година като юридическо лице с нестопанска цел в обществена полза.
Основана е от Красимир Сомлев и Евгения Кобакова. Фондацията е регистрирана в Централния регистър за юридическите лица с нестопанска цел в Министерство на правосъдието на Република България.
През 1998 г. фондацията разработва проект пред фондация „Отворено общество“ – София, свързан с междуетническите проблеми в страната. Проектът е реализиран съвместно с радио „Неврокоп“ в Гоце Делчев.
През 1999 г. фондация „Егида“ разработва проект, свързан с проблемите на борбата с корупцията към Центъра за изследване на демокрацията – София, по програма на USAID. Същата година фондацията става партньор на Коалиция'2000 – София и взема участие в Международна конференция по проблемите на борбата с корупцията в Бояна, София.
През 2000 година, фондация „Егида“ взема участие и в следващата Международна конференция по проблемите на борбата с корупцията в Бояна, София. В конференцията вземат участие представители на законодателната и изпълнителната власт на България, представители на дипломатическите мисии в страната, неправителствени организации от България и страните от ЕС.
През 2002 година започва работа по въвеждане на институцията "Омбудсман" в България. Фондацията става част от този процес при разработването на Закона за омбудсмана. Във връзка с него – промените в Закона за местното самоуправление и местната администрация, за въвеждането на омбудсмана на местно ниво. В тази връзка фондацията организира информационни дни и семинари за утвърждаване на омбудсмана на местно ниво в Гоцеделчевски регион. Първият местен омбудсман, избран със съдействието на фондация „Егида“, в региона е в община Хаджидимово.
През 2004 година фондацията разработва и спечелва проект пред Социално инвестиционния фонд към Министерството на труда и социалната политика за развитие на общности. В резултат на проекта се създаде 50 дка овощна градина с ябълкови насаждения и хладилна камера за съхранение на ябълки в землището на с. Дебрен, общ. Гърмен, обл. Благоевград. От градината се препитават 20 души от общността.
През 2006 година фондацията взема участие във Втория национален иновационен форум в София, под егидата на президента Георги Първанов.
Фондация „Егида“ разработва регионална стратегия за усвояване на средствата по Европейските фонове 2007 – 2013 г., като разработва проекти по Оперативните програми на ЕС и оказва методическа помощ на кандидати за усвояване на средства по фондовете.